# Помічнянська ЗШ №1
Помічнянська школа №1 — середня загальноосвітня школа I-III ступенів міста Помічна, Добровеличківського району, Кіровоградської області, Україна.

## Історія
Розбуджуючи степову тишу, лунав гудок паротяга. Лунав голосно, заклично. Саме з цього гудка і розпочалася історія нашого міста - міста Помічної.
Міста, як і люди, мають свою біографію. Одні велику і величезну, інші коротку, але яскраву. Ще інші - мало примітну. Та їх найбільше, вони складають основу нашого життя. Їх буденна праця, щоденні турботи і проблеми, дають змогу яскраво горіти іншим. Таке і наше невеличке місто Помічна, місто - трудівник.
Переїзд, роз'їзд, станція, селище, місто. Ось і вся його біографія.
1 серпня 1868 року вважається днем народження міста — саме цього дня почала діяти залізнична колія Балта — Єлисаветград, яка йшла через сучасне місто. Отже, 1 серпня 2012 року місту виповнилося 144 роки. Всі ці роки доля нашого міста тісно зв'язана з долею залізниці. Її розвиток сприяв розвитку міста. Її проблеми завжди були проблемами міста. Особливо це відчутно в наш неоднозначний час. Наше місто — це місто залізничників.
Залізниця дала життя не лише місту, а й нашій школі.
Майже все населення Помічної було неписьменним. Школи на станції не було. Хто мав змогу дати дітям грамоту, посилав їх навчатися в село Помічну (від нього і пішла назва нашого міста), де була однокласна школа. Нарешті в 1913 році на станції теж була відкрита трикласна школа.
Спочатку вона містилася у казармі колійного майстра, а згодом у спеціально збудованому приміщенні в західній частині поселення. Будувалася і утримувалася школа за рахунок залізничного відомства, де значилася під номером 19.
У 1916 році школу відвідувало біля 60 дітей. Будівля була замала для такої кількості учнів і в 1918 році школу було переведено в приміщення колишнього заїжджого двору поміщика Степанова, де вона знаходилась до середини 30-х років.
В 1933 - 1934 роках школа почала працювати як середня. Але приміщення було мало пристосованим, і в 1933 - 1935 рр. за рішенням Одеського відділення залізниці було збудовано школу на 360 учнівських міст, в якій ми навчаємося і сьогодні. Відкриття нової школи стало справжнім святом не лише для учнів, але й для жителів усього міста.
З жовтня 1935 року президія Піщанобрідського райвиконкому слухала питання про "Хід нового навчального року", серед інших директорів звітував про готовність новобудови і директор Помічнянської десятирічки Степан Сафронович Качуровський.
Взагалі керівниками школи були:
- Демченко І.Д. (20-30 рр.)
- Качуровський С.С. (30-40 рр.)
- Феденко Т.П. (44-45 рр.)
- Кравчик Я.І. (45-55 рр.)
- Тунік М.М. (55-69 рр.)
- Звершановський І.А. (69-75 рр.)
- Сідельніков М.О. (76-79 рр.)
- Бабій П.Г. (79-90 рр.)
- Коваленко С.С. (з 1990 р.)

Приміщення заїжджого двору ще довго слугувало нашій школі. тут були розміщенні майстерні по металу і по дереву, кабінет англійської мови, бібліотека, медпункт, кабінет швейної справи. Але споруда віджила і відслужила свій вік, тому в 1979 році була розібрана.
23 березня 1993 року школа святкувала 80-річчя.
Зруйноване місто, зруйнована школа. І коли 17 березня 1944 року Помічну було звільнено від фашистів, постало питання про її відбудову. 25 березня 1944 року директором назначено Феденко Тетяну Потапівну. На тендітні жіночі плечі лягла важка ноша. Немає матеріалів, немає спеціалістів. Зібрала старшокласників, начальник прорабського пункту запросив кількох пенсіонерів, які раніше працювали будівельниками, допомогти не працею, на це у старих людей не було сил, а порадою, досвідом. Почали розбирати і розчищати руїни. А тим часом третього серпня 1944 року в управлінні Одеської залізниці було підписано проект відбудови школи №19. П'того серпня 1944 року він був уже в руках директора Кравчика Якова Ісаковича, який тільки-но після поранення прибув у Помічну. Справи пішли скоріше, але до початку 1944 - 1945 навчального року завершити ремонтні роботи не встигли. Та все ж заняття розпочалися вчасно. Початкові класи навчалися у двох бараках на території клабу залізничників (до цього там був госпіталь). Старшокласники поставили парти у дворі школи, де й навчалися, а після уроків займалися відбудовою школи. До настання холодів ремонтні роботи було завершено.
До 1960-го року школа залишалися залізничною за номером 19. На основі постанови Ради міністрів СРСР від 24 жовтня 1960 року за №1115 "Про передачу частини загальноосвітніх шкіл Міністерства шляхів сполучення в підпорядкування Міністерств освіти Союзних Республік", школа №19 була перейменована в школу №1 м.Помічної і передана в розпорядження Новоукраїнського районного відділу народної освіти 4 грудня 1960 року. 30 грудня 1962 року Указом Президії Верховної Ради СРСР місто Помічна була включена до складу Добровеличківського району, і школа була передана в розпорядження Добровеличківського райвно.
Після війни розширилася станція, з'явилися нові підприємства, зросла кількість населення, отже, зросла кількість учнів. Їх нараховувалось більше 1000, а школа розрахована лише на 360 учнів. Отож в школі постійно йшли будівельні роботи: щось будувалось, перебудовувалось. У місті жартома говорили: "В першій школі директор по сумісництву прораб". В 1962 році був затверджений проект приміщення для початкових класів та спортивного залу, а також прибудови до основного корпусу котельні і класної кімнати. Будівництво велося методом народної будови. Працювали будівельники, вчителі, батьки, учні. Відмінник народної освіти Барабаш Т.М. пригадувала: "На роботу йшли, як на свято, - з піснею, жартами. Це дасть можливість розгорнути роботу різних гуртків художньої самодіяльності, якою завжди славилася школа". Будівництво корпусу №2 завершилось в 1964 році.
І тут же розпочалося будівництво шкільної їдальні, яке звершилося в 1966 році. Та з відкриттям груп продовженого дня в 1 - 10 класах виникла потреба в розширенні їдальні. До корпусу №1 було прибудовано перехід і приміщення нової їдальні. Будувалася їдальня три роки і стала до ладу 1 вересня 1980 року. Одночасно їдальня служить і актовим залом.
Стару їдальню згодом було переобладнано під майстерні по дереву та металу.
Наша школа знаходиться в центрі східної частини Помічної. Її подвір'я є окрасою центральної частини міста. Влітку тут, як і над всією Помічною, вирує заметіль тополиного пуху, тому жителі жартома пропонують перейменувати місто в Тополине. В перші повоєнні роки людям хотілося озеленити своє місто, але лісорозсадник за час війни був розграбований. Лишилися тільки переростки - тополі, от і висадили їх по всьому місту і в дворі школи.
З 1973 року її перетворено на школу з російською мовою викладання. Після виходу Закону "Про мови в Українській РСР" з 1987 року відбувався поступовий перехід на українську мову викладання.
1 лютого 2005 р., згідно розпорядження голови Добровеличківської райдержадміністрації від 30.11.2004 р. № 547-р Помічнянська загальноосвітня школа І-ІІІ ступенів №1 реорганізована в навчально-виховний комплекс “загальноосвітня школа І-ІІІ ступенів – дошкільний навчальний заклад” №1 Помічнянської міської ради Кіровоградської області.

## Педагогічний колектив
Педагогічний колектив налічує 42 вчителя.
Серед них мають педагогічне звання:
- Вчитель-методист - 5
- Старший вчитель - 15
- Спеціаліст вищої категорії - 20
  - І категорії - 7
  - ІІ категорії - 5
- Спеціалістів - 9
- 11-й розряд - 1

Колектив Помічнянської ЗШ №1 являє собою колектив однодумців, об’єднаних спільною метою, спільною діяльністю задля її досягнення, відповідальністю за дії як свої, так і колег.
В закладі панує атмосфера творчості і єднання, доброзичливої вимогливості, взаємної поваги, пошуку нових підходів до викладання предметів, роботи з дітьми, взаємодопомоги і взаємо зацікавленості.

## Гордість школи
У 30-ті роки XX ст. школу закінчив Березняк Євген Степанович - радянський український військовик, ветеран Другої світової війни, рятівник Кракова, кандидат педагогічних наук (1968), Герой України, генерал-майор. Прототип головного героя роману «Майор Вихор». 

В музеї історії школи залишаться його цінні подарунки, книги, листи, на будівлі закладу - меморіальна дошка. Школа носить його ім'я.